# Фторхінолони

Загальна структура хінолонів

Фторхінолони — співгрупа антибіотиків хінолонів, що є похідними 4-хінолону і мають у своєму складі піперазиновий цикл та атоми фтору.

## Механізм дії
Фторхінолони діють бактерицидно, порушуючи синтез ДНК в бактеріальних клітинах, блокуючи два життєво важливих ферменти бактерій — ДНК-гіразу та топоізомеразу. Препарати цієї групи діють на мікроорганізми не тільки в період росту та справляють не лише антибактеріальну дію, а крім цього постантибіотичний ефект та імуномодулюючу дію.

## Класифікація
Загальноприйнятної класифікації фторхінолонів немає. Препарати групи фторхінолонів поділяють за поколіннями, а також за кількістю атомів фтору — одно-, дво-, трифторовані. За поколіннями є дві класифікації: до І покоління належать норфлоксацин, офлоксацин, ципрофлоксацин, пефлоксацин, ломефлоксацин. До другого покоління належать левофлоксацин і спарфлоксацин. До третього та четвертого покоління згідно з цією класифікацією належать моксифлоксацин, гатифлоксацин, геміфлоксацин, ситафлоксацин, тровалофлоксацин.[джерело?]
Згідно з іншою класифікацією, до першого покоління належать препарати — нефторовані похідні хінолонів.
- I покоління — (оксихінолони) — Ціноксацин, Налідиксова кислота, Оксолінова кислота, Піромідієва кислота, Піпемідова кислота, Розоксацин.
- II покоління — Норфлоксацин, Ципрофлоксацин, Еноксацин, Флероксацин, Ломефлоксацин, Надіфлоксацин, Офлоксацин, Пефлоксацин, Руфлоксацин.
- III покоління — Балофлоксацин, Грепафлоксацин, Левофлоксацин, Пазуфлоксацин, Спарфлоксацин, Темафлоксацин, Тосуфлоксацин.
- IV покоління — Клінафлоксацин, Гатифлоксацин, Моксифлоксацин, Геміфлоксацин, Ситафлоксацин, Тровафлоксацин, Пруліфлоксацин, Безифлоксацин.[джерело?]

До нових експериментальних препаратів групи фторхінолонів відносять забофлоксацин, аварофлоксацин, фінафлоксацин, левонадифлоксацин, делафлоксацин.

## Спектр активності
Нефторовані хінолони діють переважно на грамнегативні бактерії сімейства Enterobacteriaceae (Е. coli, Enterobacter spp., Proteus spp., Klebsiella spp., Shigella spp., Salmonella spp.), а також Haemophillus spp. і Neisseria spp. Оксолінова й піпемідієва кислоти, крім того, активні у відношенні S.aureus і деяких штамів P.aeruginosa, але це не має клінічного значення.
Фторхінолони мають значно більш широкий спектр. Вони активні відносно ряду грампозитивних аеробних бактерій (Staphylococcus spp.), більшості штамів грамнегативних, у тому числі Е. coli (включаючи ентеротоксигенні штами), Shigella spp., Salmonella spp., Enterobacter spp., Klebsiella spp., Proteus spp., Serratia spp., Providencia spp., Citrobacter spp., M.morganii, Vibrio spp., Haemophilus spp., Neisseria spp., Pasteurella spp., Pseudomonas spp., Legionella spp., Brucella spp., Listeria spp.
Крім того, фторхінолони, як правило, активні відносно бактерій, стійких до хінолонів I покоління. Фторхінолони III і, особливо, IV покоління високоактивні відносно пневмококів, більше активні, ніж препарати II покоління, відносно внутрішньоклітинних збудників (Chlamydia spp., Mycoplasma spp.), M.tuberculosis, атипових мікобактерій (M.avium та ін.), анаеробних бактерій (моксифлоксацин). При цьому не зменшується активність у відношенні грамнегативних бактерій. Важливою властивістю цих препаратів є активність відносно ряду бактерій, стійких до фторхінолонів II покоління. У зв'язку з високою активністю відносно збудників бактеріальних інфекцій верхніх і нижніх дихальних шляхів їх іноді називають «респіраторними» фторхінолонами.

### Порівняльний спектр активності фторхінолонів
| Препарат       | Збудники      |               |          |                   |         |
|                | Грампозитивні | Грамнегативні | Анаероби | Штами Pseudomonas | Атипові |
| Офлоксацин     | ++            | +++           | 0        | ++                | +++     |
| Ципрофлоксацин | +             | ++++          | 0        | ++++              | ++*     |
| Левофлоксацин  | +++           | +++           | +        | +++               | +++     |
| Спарфлоксацин  | ++            | +++           | +        | 0                 | +++     |
| Гатифлоксацин  | ++            | +++           | +        | ++                | +++     |
| Моксифлоксацин | +++           | ++            | ++       | ++                | +++     |
| Тровафлоксацин | ++            | +++           | +++      | ++                | +++     |

Примітка: * недостовірна активність проти Chlamidia trachomatis  і Chlamidia pneumoniae

## Фармакокінетика
Усі фторхінолони для перорального застосування добре всмоктуються в шлунково-кишковому тракті. Біодоступність препаратів коливається від 30-40% (норфлоксацин) до 99% (левофлоксацин). Оскільки фторхінолони парентерально вводяться тільки внутрішньовенно, тому біодоступність при парентеральному введенні у них становить 100%. Більшість фторхінолонів (за виключенням норфлоксацину) мають великий об'єм розподілу в організмі, створюють високі концентрації у більшості тканин і рідин організму і проникають всередину клітин. Через гематоенцефалічний бар'єр проникають ципрофлоксацин, офлоксацин, пефлоксацин, левофлоксацин. Усі фторхінолони проникають через плацентарний бар'єр і виділяються в грудне молоко. Більшість фторхінолонів метаболізується в печінці. Період напіввиведення фторхінолонів коливається від 4 год. (норфлоксацин) до 20 год. (спарфлоксацин). Виводяться з організму фторхінолони переважно нирками, значна частина виводиться з калом і жовчю. При важкій нирковій недостатності збільшується період напіввиведення усіх фторхінолонів, при печінковій недостатності збільшується період напіввиведення пефлоксацину.

## Застосування
Фторхінолони застосовуються при інфекціях, викликаних чутливими до них мікроорганізмами. Норфлоксацин застосовується тільки при інфекціях сечостатевої системи і шлунково-кишкового тракту через особливості його фармакодинаміки. Інші фторхінолони мають високу активність щодо збудників захворювань дихальної системи: мікоплазм, хламідій, анаеробної флори. Ципрофлоксацин, офлоксацин, ломефлоксацин, левофлоксацин, моксифлоксацин активні щодо туберкульозної палички та інших мікобактерій (в тому числі збудника лепри). До фторхінолонів нечутливі віруси, грибки, спірохети та найпростіші.

## Побічна дія
Серед найчастіших побічних ефектів фторхінолонів є різноманітні алергічні реакції, а також фотодерматоз (особливо часто у ломефлоксацину та спарфлоксацину). З побічних реакцій зі сторони нервової системи часто відмічаються судоми, галюцинації, запаморочення, втрата слуху, підвищення внутрішньочерепного тиску, порушення зору, парестезії. Зі сторони опорно-рухового апарату найважчим побічним ефектом є розрив сухожиль, з приводу чого FDA зобов'язало встановлювати обрамлене застереження на інструкції до цих препаратів. Зі сторони серцево-судинної системи можуть спостерігатись гіпотонія або гіпертензія, аритмії, подовження інтервалу QT на ЕКГ. Найчастіше побічні ефекти з боку серцево-судинної системи спостерігалися при застосуванні грепафлоксацину, у результаті чого він був відкликаний з фармацевтичного ринку. З боку травної системи спостерігаються холестатичний гепатит, панкреатит, некроз печінки. Найважчий побічний ефект з боку травної системи — гостра печінкова недостатність, що може призводити до необхідності трансплантації печінки, або закінчуватися смертю хворого. Найчастіше такий побічний ефект спостерігався при застосуванні тровафлоксацину, у зв'язку із чим він був відкликаний із фармацевтичного ринку, у порівнянні з іншими препаратами групи часто таке ускладнення спостерігалось також при застосуванні гатифлоксацину. Серед інших побічних ефектів часто спостерігається порушення засвоєння глюкози — як гіпо-, так і гіперглікемію (із можливою маніфестацією цукрового діабету), яке найчастіше спостерігається при застосуванні гатифлоксацину. Серед інших побічних ефектів фторхінонолонів слід відзначити появу гемолітичної анемії при застосуванні темафлоксацину, у зв'язку із чим він також був відкликаний із фармацевтичного ринку.

## Протипокази
Фторхінолони протипоказані при підвищеній чутливості до препаратів групи фторхінолонів, епілепсії, важких порушеннях діяльності ЦНС, при вагітності та годуванні грудьми, дефіциті глюкозо-6-фосфатдегідрогенази, дітям до 18 років.